# Ficopomatus enigmaticus
Ficopomatus enigmaticus Fauvel, 1923, noto in italiano come mercierella, è un anellide polichete marino e di acqua salmastra della famiglia Serpulidae.

## Distribuzione e habitat
L'areale di questa specie non è noto con esattezza, si suppone che sia originaria dell'emisfero australe, forse delle coste occidentali australiane o delle coste orientali dell'America meridionale. Attualmente è diffuso in gran parte delle coste europee, americane, sudafricane, asiatiche ed australiane. In Europa è presente sia lungo le coste dell'Oceano Atlantico che nel mar Mediterraneo, nel mar Nero e nel mar Caspio. È molto comune lungo i litorali italiani.
Il motivo di una così vasta diffusione come specie aliena è probabilmente da riferirsi al fatto che spesso si insedia sulle chiglie delle navi. In Europa è stata individuata per la prima volta negli anni seguenti alla prima guerra mondiale in acque francesi ed inglesi.
Si tratta di una specie molto eurialina, in grado di sopportare sia acque salmastre quasi dolci che acque ipersaline con salinità molto superiore a quella marina. Vive senza problemi in ambienti con un grado elevato di eutrofizzazione ma evita quelle esposte alle onde o alle correnti preferendo ambienti calmi. Di fatto è molto frequente nelle lagune e nei laghi costieri salmastri e raro altrove.

## Descrizione
Si tratta di un polichete tubicolo ovvero che vive all'interno di un tubo calcareo da esso secreto. Si tratta dunque di un organismo sedentario, che passa tutta la sua vita nel punto di insediamento della larva. Questi tubi sono fragili, sottili e lunghi al massimo 5 cm. Il colore è biancastro ma se ricoperto di alghe e detriti può avere tonalità dal verdastro al bruno. I tubi protettivi si rinvengono in aggregati ed ammassi talvolta molto grandi ma fragili e facilmente erodibili. In ambienti idonei possono formare delle biocostruzioni o reef simili a barriere coralline in miniatura, del diametro anche di vari metri.

## Riproduzione
Questa specie ha sia individui normalmente sessuati che ermafroditi. La riproduzione avviene nella stagione calda e, nei mari temperato caldi come il Mediterraneo ci possono essere numerosi cicli riproduttivi in una stagione. Nell'Europa settentrionale di solito invece c'è solo una deposizione per stagione.
La larva è planctonica per alcuni mesi quindi si fissa al substrato.

## Predatori
Granchi e pesci (nel Mediterraneo soprattutto cefali e ghiozzi) che compiono anche un'importante funzione erosiva sugli aggregati di tubi.

## Impatto ambientale
Questa specie fa parte del fouling che ricopre sia le parti immerse delle imbarcazioni che le strutture dei porti.
Particolarmente dannoso è quando si insedia nelle prese d'acqua di centrali elettriche o altri impianti dato che può completamente ostruirle in un tempo piuttosto breve.
D'altra parte la presenza di reefs di mercierella in certe lagune salmastre può fungere da vera e propria "oasi" di fondo duro arricchendo la biodiversità.

## Galleria d'immagini

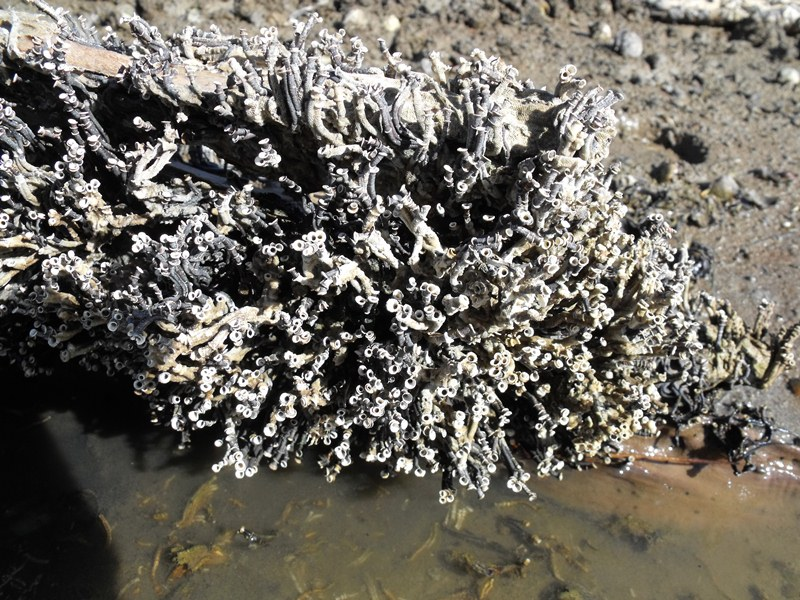
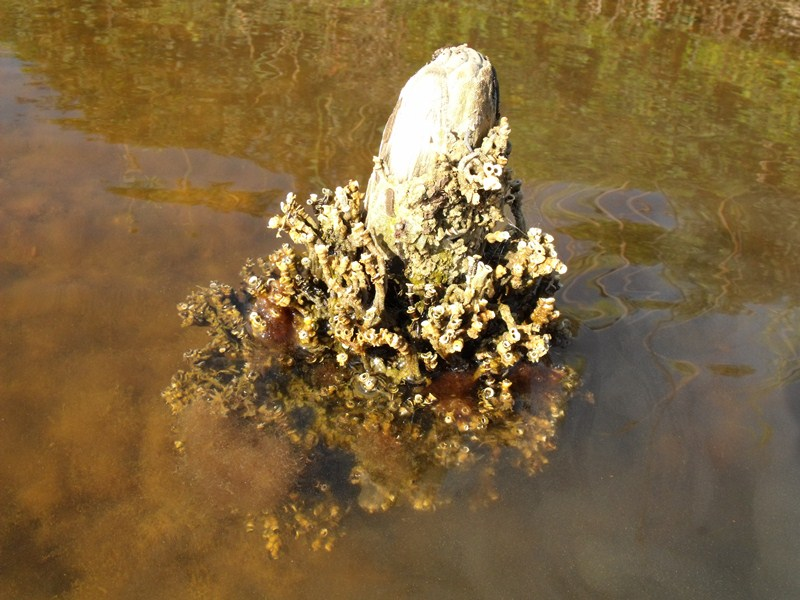